# دموع الصحراء (كتاب)
دموع الصحراء هي السيرة الذاتية لحليمة بشير (التي كتبتها مع الصحفي الإنجليزي دامين لويس)  تحكي السيرة الذاتية حياة بشيرفي قرية في منطقة دارفور بالسودان قبل حلول الكارثة.

## ملخص
ترعرعت بشير في قرية ريفية اسمها زغاوة بمنطقة دارفور. كان ابوها غنياً بما فيه الكفاية ليرسلها لمدرسة بالمدينة حيث تفوقت كطالبة. بعدها درست بشير الطب وأصبحت طبيبة. عملت بشير بقسم الطوارئ في المستشفى بهشمة، وكانت تعالج المرضى من كلا طرفي الحرب. أثناء عملها بهشمة، اكتسبت بشير سمعة بأنها طبيبة يقدر ان يعتمد عليها كل ضحايا الصراع للعلاج، بغض النظر عن العرق. سرعان ما نقلتها الحكومة إلى مزخاباد، وهي قرية نائية في دارفور الشمالية. قامت هناك بعلاج اثنين وأربعين فتاة مدرسية صغيرة ومدرساتهن الذي كان قد تم اغتصابهن اغتصاباً جماعياً بوحشية في هجوم مدعوم حكومياً على القرية. و لأن بشير افصحت عن هذا الهجوم لمحققي الأمم المتحدة، تعرضت بشير نفسها للتعذيب والاغتصاب بوحشية. عندما عادت بشير لقريتها شاهدتها تدمر بطائرات و ميليشيات الحكومة. غادرت بشير البلد وهي عالمة أن الحكومة ما زالت تطاردها.

## تفاصيل
عندما تدرس بشير بالمدرسة الثانوية في المدينة، تقف ضد العداوة التقليدية بين أفارقة دارفور السود والأقلية العربية الأغنياء والعنصرية تجاه الأفارقة السود. كما أبرزت قلة الدعم من المدرسين في الصراعات البدنية النابعة من تعصب فتيات المدارس التي تؤدي إلى الطرد، كل هذا يعتبر درس مبكر لها عن العجز.